# 埃斯托里爾足球俱樂部
埃斯托里爾海滩足球俱樂部（葡萄牙語：Grupo Desportivo Estoril Praia）是葡萄牙的一家足球俱樂部。主場位於里斯本郊區的埃什托里尔。球隊參加葡萄牙足球超級聯賽的賽事。

## 外部連結
- Official Site （页面存档备份，存于） （葡萄牙文）
- Estoril Praia Blog （页面存档备份，存于） （葡萄牙文）
- Club Profile （页面存档备份，存于） at LPFP （葡萄牙文）
- ZeroZero team profile
- Official Facebook Estoril Site （页面存档备份，存于） （葡萄牙文）